# Франклін Ґідінґс
Франклін Генрі Ґідінґс (Гіддінгс, англ. Franklin Henry Giddings) (23 березня 1855 р. — 11 червня 1931 р.) — американський соціолог. Разом із Л. Ф. Вордом, В. Ґ. Самнером та А. Смолом вважається засновником соціології в США, найбільшим представником її психологічного напрямку. Він також відомий працями з економіки та політичної науки.

## Життєпис
Народився 23 березня 1855 р. у м. Шерман, штат Коннектикут, у сім'ї священика Конгрегаціоналістської церкви Едварда Джонатана Ґідінґса та Ребеки Джейн Фулер. Будучи не особливо зацікавленим у вивченні релігії, юнак провів більшу частину свого часу зі своїми двома дідами, які навчили його навичкам геодезії, креслення й обробки шкіри. Під час навчання у середній школі його вчитель Генрі Г. Скот ознайомив юнака з науковими роботами Герберта Спенсера, Томаса Генрі Гакслі, Чарльза Дарвіна та Джона Тіндаля. Доробок цих учених згодом значно вплинув на більшу частину його соціологічних робіт.
У 1873-1877 рр. Ф. Ґідінґс вивчав інженерну справу в Юніон коледжі, однак розпочав свою професійну кар'єру як журналіст і викладач. Це частково пояснює його подальшу захопленість соціальними проблемами. Так, у 1875 році він став асоційованим редактором «Winston Connecticut Herald» і викладав у школі в штатах Массачусетс і Коннектикут. Він одружився з Елізабет Пейшнс Гоувз (англ. Elizabeth Patience Hawes) у 1876 р., з якою вони мали 3 дітей. Протягом 1878-1885 рр. Ґідінґс займався журналістикою, був редактором «Berkshire Courier» і «New Milford Connecticut Gazette», дописував у «Springfield Republican» і «Springfield Daily Union». У 1885 р. він працював недовгий час у Массачусетському бюро трудової статистики, де здобув досвід аналізу суспільних проблем, часто писав з теорії та практики соціальних наук. Протягом 1877-1888 рр. Ґідінґс продовжив навчання в Юніон коледжі, де отримав ступінь бакалавра мистецтв, у 1889 р. став магістром мистецтв.
За цей час Ґідінґс здобув репутацію вченого, писав статті до наукових та інших журналів («Political Science Quarterly», «Massachusetts Bureau of Labor Statistics»). Одним з тих, хто помітив винятковий інтелект Ґідінґса, був майбутній президент США Вудро Вільсон, який запросив його на посаду лектора політичних наук до коледжу Брін-Мор в 1888 році. Це посприяло йому в отриманні звання повного професора в 1892 р. Американський вчений викладав курси з політичної економії та методів і принципів управління, проводив випускний семінар з теорії соціології в 1890 р.
З 1892 по 1905 рр. Ґідінґс був віце-президентом Американської Академії політичних і соціальних наук. У 1894 році вчений покинув Брін-Мор, створив та очолив кафедру соціології та історії цивілізації в Колумбійському університеті, й, зокрема, став першим повним професором соціології в США. Він залишався в цьому вузі протягом усієї професійної кар'єри.
Ґідінґс був одним із засновників у 1906 р. Американського соціологічного товариства, був його віце-президентом, а в 1908 р. — президентом цієї організації.
Ґідінґс залишив Колумбійський університет у 1928 році.
Помер учений 11 червня 1931 р. в Скарздейлі, штат Нью-Йорк.

## Соціологічна теорія

### Теоретичні витоки та взаємозв'язок між соціологією та психологією
Ф. Ґідінґс творчо розвивав насамперед ідеї О. Конта, А. Сміта, Дж. С. Мілля, Г. Спенсера, Л. Ворда, Е. Дюркгайма та засновника психологічного напрямку в соціології — французького дослідника Габріеля Тарда, котрий уважав, що соціальні явища за своєю природою є психічними.
На думку американського науковця, психологія виділилася з біології, а соціологія — із психології. Психологія — це наука про елементи й походження емоційно-розумових явищ людини, а соціологія — вчення про розумові явища в їх найбільш загальних суспільних утвореннях і виявах, про свідому, спрямовану на людину, еволюцію соціального середовища.
Подібно до свого співвітчизника Л. Ворда, Ф. Ґідінґс у своїй теорії пізнання виходить з того, що спенсерівська соціологія сформулювала насамперед «фізичну філософію суспільства», дала чисто «фізичне», «об'єктивне пояснення» і воно має бути доповнене «поясненням суб'єктивним». За його словами, соціологія повинна пояснювати свій предмет, з одного боку, фактами свідомості, з іншого — деяким фізичним принципом. Причому, як вважає Ґідінґс, суб'єктивний і об'єктивний процеси повинні бути нероздільними. Фізичною основою суспільства він визнає об'єднання індивідів як результат дії чисто зовнішніх фізичних причин. Але щире об'єднання (асоціація) є процесом психічним, у якому центральну роль відіграє взаємодія між індивідами.
Вчений підкреслює, що всі істинні соціальні факти за своєю природою є психічними, оскільки слово «суспільство» першочергово означає співтовариство, спільне життя, спільність. Звідси Ф. Ґідінґс убачав головне завдання соціально-філософської думки в інтеграції суб'єктивного й об'єктивного суспільних процесів у поняттях і термінах психічної діяльності, органічного регулювання, природного відбору та збереження енергії.

### Концепція свідомості роду
В своїй праці «Принципи соціології» Ґідінґс виклав психологічний підхід до дослідження феномену асоціації та соціальної організації, обґрунтувавши свою концепцію «свідомості роду». Термін «свідомість роду» (англ. consciousness of kind) учений запозичив у Адама Сміта. Як і Сміт, американський соціолог зафіксував у ньому інстинктивність свідомості. Людина є соціальною істотою завдяки вродженій свідомості роду.
Для того щоб суспільство існувало, впорядковано функціонувало, розвивалося, необхідно виділити в суспільстві соціальний факт, який би слугував критерієм розвитку народу. Ф. Ґідінґс таким соціальним фактом убачав свідомість роду. Вона диференціюється за класовою та расовою ознаками, поведінка індивіда залежить від того, з членами якої групи він себе ідентифікує. Будь-яка поведінка людини, яку можна назвати соціальною, визначається саме свідомістю роду, тому що вона «постійно втручається в дії» людей, впливає на зміст їхньої поведінки.
Свідомість роду можна трактувати як колективну свідомість народу, як «соціальний розум». «Свідомість роду», чи «соціальний розум», існує у свідомості цілого співтовариства індивідів, і вона більша за будь-яку індивідуальну свідомість. Учений підкреслював, що соціальний розум є явище, що проявляється у взаємодії багатьох індивідуальних розумів. Продуктами соціального розуму є:
- суспільна думка і традиції;
- колективні настрої і бажання;
- соціальні оцінки і цінності.

Усе це погоджується з його розумінням ролі вольових процесів у соціальному розвитку, що починається в силу чисто зовнішніх умов, а потім виникає «свідомість роду» і починається вольовий процес.

### Розуміння суспільства
Відправним пунктом соціально-філософських теорій, уважає Ф. Ґідінґс, має стати поняття «людина», так як чим повнішим є усвідомлення кожною людиною свідомості роду, тим краща соціальна організація народу. Ф. Ґідінґс, як і О. Конт, уважав суспільство подібним до людського організму, проте процеси, які в ньому відбуваються, мають не біологічний, а соціальний характер. Суспільство, на його думку, це не просто система, організм, а організація, котра виникає частково внаслідок несвідомої еволюції, а частково як результат «свідомого плану». Він характеризує суспільство як співтовариство, певну спільноту людей, яких об'єднують психологічні зв'язки, свідомість роду. Поняття «суспільство» для Ф. Ґідінґса означає також сукупність індивідів, які живуть у спілкуванні та співробітництві, поєдналися чи зорганізувалися для досягнення певної спільної мети. Основна функція суспільства — розвиток моральної природи людини, а прискорення прогресу — органічне поєднання еволюцій особистості й соціального середовища.

### Соціальна еволюція
На думку Ф. Ґідінґса, соціальне життя є результатом взаємодії «первинних причин» — природних ресурсів і природного середовища — та «вторинних причин» — мотивів людської діяльності. Соціальна еволюція людства спочатку відбувається під впливом зовнішніх умов (запасів їжі, температури, зіткнення з індивідами або племенами). Потім усередині агрегації в подібних один одному індивідів з'являється свідомість роду, агрегація розвивається в асоціацію. Індивіди намагаються розширити й поліпшити свої соціальні відносини. При цьому деякі з цих відносин вони намагаються зберегти і посилити, а інші усунути як небажані. Так, із часом, утворюється суспільство: агрегація переходить в складну та міцну організацію.
Важливою основою соціогенезу, на думку Ф. Ґідінґса, є його енергетична основа. Енергія людини витрачається переважно на зростання народонаселення й освоєння нових територій. Учений виділяє два різновиди енергії: фізичну та психічну. Прогрес бачиться йому як низка перетворень різновидів енергії в такі, що супроводжуються психічними явищами зростаючої складності.
Суспільство є ізоморфним щодо людини. Отже, правомірним для нього є застосування аналізу, тотожного з тим, який ми застосовуємо для аналізу людини. Тобто, слушно говорити про свідомість, характер, вдачу, розум, пам'ять народу (учений проводить також паралелі суспільної життєдіяльності з анатомією та фізіологією людини). Тому правомірним є акцентування Ф. Ґідінґсом саме на тій частині суспільства, яку він називає «суб'єктивною» — на виявах соціальної волі. Саме вона свідчить як про успішність соціального розвитку того чи іншого суспільства, так і його невдачу. Успішність суспільства вчений пов'язує з умінням робити вибір напрямку розвитку й типу суспільства. На відміну від біологічного організму, суспільство може перетворити природний процес еволюції у свідомий процес. Тобто, людина, як і суспільство, здатна впливати на свою долю. Саме наявність суб'єктивної волі є умовою того, що соціальний розвиток можливий і піддається науковому аналізу. У всьому цьому процесі особливості суспільного спілкування та взаємодії, соціальний вибір і соціальна воля визначаються свідомістю роду.

### Ідеали,цінностіта соціальний вибір
Соціальний вибір, на думку Ф. Ґідінґса, здійснюється на основі ідеалів і соціальних цінностей, найбільш концентрованим вираженням яких є уявлення людей про те, що є для них благом. Відповідно до рівня свого розвитку, люди правильно чи неправильно оцінюють засоби досягнення соціального блага. Соціологія повинна відстежувати, наскільки відповідають обрані засоби наміченим цілям у тій чи іншій конкретній ситуації. Отже, ідеальне благо регулює пошук засобів для досягнення поставленої суспільної мети. Оскільки сам ідеал видозмінюється, то повинні постійно модернізуватися й засоби його досягнення, а людина перебувати в стані безперервного вибору.
Ф. Ґідінґс намагався пояснити, чому ідеали можуть змінюватися, а суспільство вдосконалювати чинні порядки. Виживання цінностей відбувається в результаті соціального відбору як різновиду соціального вибору. Прикладом соціогенетики — соціального успадкування цінностей (знань, соціального досвіду тощо) — у Ф. Ґідінґса є родина. Він виокремлює три її форми:
- сім'я безладних стосунків;
- шлюб із розлученням;
- шлюб, оснований на основі прихильності й обов'язку.

Сильним і довговічним буде те суспільство, яке буде робити вибір і передавати у спадок нащадкам як найвищу цінність шлюб, що оснований на основі прихильності й обов'язку.
Цінності уточнюють і деталізують соціальний вибір та активізують чи, навпаки, пригнічують волю суспільства до соціального розвитку. Соціальний вибір і соціальна воля визначаються рівнем свідомості роду, від якої залежить якість відбору ідей і програм соціального розвитку та успадкування.
Ф. Ґідінґс, як і О. Конт та Г. Спенсер, сповнений віри в можливість удосконалення людського розуму, оскільки кожен індивід поєднує в собі як прогресивні, так і консервативні прагнення, характер його поведінки залежить від «духу суспільства», у якому він живе. Енергійні люди переважають у прогресивних суспільствах, непрогресивне суспільство сприяє зникненню підприємливих індивідів. Учений переконаний, що законодавча ініціатива повинна виходити від людини, творцями дієвих законів можуть бути швидше люди, ніж їхні уряди. Звідси випливає його наполеглива вимога: влада уряду повинна бути обмеженою, а свобода думки та дії у межах кордонів, приписаних розумом, — гарантована кожній людині.
Ф. Ґідінґс, звертаючись до таких понять, як «цінність», «мета», «свобода», «відповідальність», «соціальна істота», намагається створити механізм, за допомогою якого індивід піднімається до гармонійної взаємодії з суспільством, що забезпечує їхній взаємний прогрес. Цей механізм запрацює за умови наявності в суспільстві, особливо в суспільній еліті, високоморальних людей або, як їх називає дослідник, соціальних істот. Про суспільство «етичного типу» можна говорити тільки тоді, коли свідомість роду, традиції, моральні, життєві й інтелектуальні цінності, суспільний ідеал заломлені у свідомості індивіда, визначають характер його поведінки.
Перший закон соціального вибору соціолог формулює як закон уподобання будь-якої однієї з досяжних цілей. Решта законів — це комбінації вибору засобів досягнення визначеної суспільством мети, які здійснюються на основі переважаючого в ньому поняття «ідеальне благо», тобто складного феномена, що є синтезом таких критеріїв: доброчесності, щастя, чистоти й самоздійснення. Соціальний вибір, а отже, і соціальне успадкування відбуваються на основі панівних соціальних ідеалів. Основними, на думку Ф. Ґідінґса, є ідеал особистої сили, гедоністичний або утилітарний, ідеал чистоти (досить важко ідентично передати сенс, який укладав учений у нього) й ідеал самоздійснення. Через соціальний вибір і соціальне успадкування суспільство прагне постійно вдосконалювати свій тип згідно з переважаючим у ньому ідеалом блага.
У ході інтелектуальної й моральної еволюцій людства ідеал включає все більш високі цінності. Розвиненість соціального розуму, розвиненість свідомості роду завжди сприяє суспільному прогресу. Навіть якщо вибір зроблено неправильно й можуть з'явитися негативні соціальні наслідки, суспільство здатне звернути з хибного шляху та зробити правильний вибір. Відбирати з усього соціального досвіду суспільство має все те, що дає йому змогу зростати інтелектуально та морально.
Вчений обмежується надто загальними судженнями про механізм розумного соціального вибору та відбору. Індивід може діяти двояко: імпульсивно чи усвідомлено. Якщо цей процес здійснюється на основі усвідомленого схвалення, то можна говорити про розумний соціальний вибір. Розумним не може бути вибір, що оснований на імпульсивній дії людини.

### Теоріясоціалізації
Ф. Ґідінґс осмислює соціалізацію як розвиток соціальної природи або характеру — соціального стану душі — в індивідах, які є об'єднаними. Соціалізація, таким чином, розглядається як ефект об'єднання та формування соціальних груп і як причина розвинутих форм об'єднання.
Американський соціолог визначає чотири основних процеси, на яких будується соціальне життя:
- Оцінювання — протягом звикання до світу, в якому живе дитина, вона вже від народження починає його оцінювати.
- Використання — цілеспрямована та систематизована адаптація зовнішнього світу до нас самих.
- Характеризація — намагання людини пристосуватися до зовнішнього світу, тобто процес, протилежний процесу використання.
- Соціалізація — намагання людей пристосуватися одне до одного.

Процес знайомства один з одним, установлення симпатії та дружніх відносин, навчання отримувати задоволення від спільності та від співробітництва Ґідінґс називає соціалізацією. Соціалізація як процес завершує те, що послідовно реалізують «оцінювання», «використання» та «характеризація», це своєрідна верхівка того, що починається ще на попередніх рівнях і чому може до певного життєвого етапу не надаватися належної уваги.
Таким чином, у теоретичній концепції соціалізації, запропонованій Ф. Ґідінґсом, соціалізація як соціологічне поняття має досить вузьке значення: воно може застосовуватися лише до встановлення індивідом вигідних для нього соціальних зв'язків із певним колом людей. Соціалізація — це процес побудови індивідом свого соціального оточення у відповідності до його (індивіда) цілей та інтересів.

### Соціальні групи
У працях Ґідінґса постала його соціологічна концепція груп. Він розрізняв два основних типи групової організації — «соціальний склад» і «соціальний устрій». «Соціальний склад» є організацією, котра заснована на схожих елементах, а соціальний устрій — на несхожих. Найпростішим прикладом організації соціального складу є сім'я (тимчасові пари, полігамна та моногамна сім'я). Сім'ї об'єднуються в більш значні одиниці — етнічні та народні («demotic» — «демотичні») суспільства. Перші спочатку були представлені зграями, племенами та конфедераціями племен. Демотичні суспільства складаються зі складових груп — з сімей, сусідів, поселень, округів, міст, комун, графств, провінцій або департаментів, держав, федеральних націй.
У своїй праці «Елементи соціології» Ф. Ґідінґс також розглядає причини, особливості та механізми формування організацій соціального складу. Вчений підкреслював значення соціального конфлікту для становлення груп. На його думку, групові відносини є різновидом конфлікту. Будь-яка діяльність є зіткненням думок.
При вивченні соціальних груп американський соціолог зосередився на процесах соціальної взаємодії — конфлікті, співпраці, розподілі праці тощо, за допомогою котрих і були організовані групи, а також на таких явищах, як психологічна єдність групи.

### Соціальна структурасуспільства
Вивчення соціальної структури Ф. Ґідінґс пов'язував із питанням про соціальний устрій суспільства, котрий закладає режим функціонування соціального організму. В даному випадку мова йде про соціальні інституції й інші організаційні структури, за допомогою яких люди задовольняють різні потреби та досягають своїх цілей. Щодо оцінки та перспектив суспільного розвитку, американський соціолог стояв на позиціях поміркованого реформізму та розглядав державу як силу, що здатна діяти в інтересах усього суспільства.
Поняття свідомості роду продуктивно спрацьовує щодо концепції соціальної структури суспільства та соціальної політики. Ф. Ґідінґс виділяє три групи класів:
- Життєві класи розрізняються за якістю й тривалістю життя, рівнем смертності й народжуваності.
- Класи особистостей розрізняються за такими психологічними критеріями, як міра обдарованості; ним виділяються класи геніальних, талановитих, звичайних, бездарних людей.
- У основу класифікації соціальних класів покладено міру розвиненості почуття соціальної солідарності («свідомості роду»), яка скріплює людей у великі групи. Виходячи із цього критерію, Ф. Ґідінґс розрізняє такі класи:

- соціальний, до якого Ф. Ґідінґс зараховує людей, котрі активно захищають своє суспільство, свій соціальний лад і прагнуть його поліпшити;
- несоціальний клас становлять люди, котрі байдужі до справ суспільства та тяжіють до індивідуалістичних проявів життя;
- псевдосоціальний клас складають бідні люди, котрі прагнуть жити за рахунок суспільства;
- антисоціальний клас, до якого вчений зараховував злочинців — людей, які ненавидять це суспільство та його інституції.
На думку Ф. Ґідінґса, суспільство розвивається за умови збільшення чисельності соціального класу суспільства, коли зростає єдність суспільства, а суспільні відносини є гармонійними, характеризуються розвиненою свідомістю роду. Деградувати суспільство починає за наявності значного збільшення частки громадян, яких за рівнем свідомості роду можна зарахувати до несоціального, псевдосоціального чи антисоціального класів. Такі суспільства рано чи пізно гинуть.
Отже, критерієм соціального розвитку Ф. Ґідінґса є свідомість роду — соціальний факт, яким можна продуктивно в науковому плані оперувати й заміряти. Це міра причетності людини до суспільства, у якому вона живе, рівень її інтегрованості до нього, зацікавленість у його покращенні та розвитку. Чим більше людей психологічно співвідносять себе з іншими людьми, тим вищими є солідарність суспільства й, відповідно, його шанси на успішну еволюцію. Суспільство є засобом удосконалення людської особистості, його функція полягає в розвитку моральної природи людини.
Соціальний процес управляється законами соціального вибору та відбору, в основі яких лежать усвідомлені або імпульсивні дії індивідів. Ці дії значною мірою зумовлюються колективною свідомістю, яку можна також назвати соціальним інтелектом. Еволюція стає успішною тільки тоді, коли досягається розумна збалансованість цілей і засобів, інтересів різних особистостей, створюються умови для «самоздійснення» — самореалізації людини. Ф. Ґідінґс продемонстрував нерозривний взаємозв'язок соціальної структури, колективної свідомості й соціальної поведінки особистості.

### Значення наукового доробку Ґідінґса
В пізній період своєї діяльності, починаючи з 1920-х років, Ф. Ґідінґс став одним з найактивніших пропагандистів нових концепцій позитивізму та статистичного методу дослідження та помітно вплинув на формування емпіричної соціології США. Згідно з його новими методологічними передумовам, наука повинна описувати тільки безпосередньо спостережуване, тобто — поведінку, а не свідомість, оскільки останню в принципі не можливо спостерегти. При цьому, змінилося і його трактування предмета соціології, яка вивчає «плюралістичну поведінку», що тлумачиться в біхевіористському значенні — як сукупність реакцій індивідів на стимули середовища.
Будучи одним із «чотирьох засновників» американської соціології, Ф. Ґідінґс уславився як провідний соціальний теоретик і творчий науковець початку ХХ століття. У його працях наявні як глибокий якісний філософський аналіз, так і соціологічні кількісні дослідження людського суспільства. Науковець сформулював кілька плідних понять та ідей, які пояснювали важливі суспільні процеси та стали основою подальших концептуалізацій соціальних наук. Праці Ф. Ґідінґса заклали фундамент для розвитку такого важливого етапу соціальних наук, як неопозитивізм. Своїми філософським узагальненнями, соціологічними викладками й творчими прозріннями та здогадками науковець збагатив скарбницю знань про суспільство, які зберігають актуальність до сьогодні.

## Основні праці
Свої соціологічні погляди Ґідінґс виклав у 12 книгах і більше ніж у 200 статтях, опублікованих у провідних наукових журналах. Основними його працями є:
- «Принципи соціології: аналіз явищ суспільності й соціальної організації» (англ. The Principles of Sociology; an Analysis of the Phenomena of Association and of Social Organization, 1896) — головна праця Ґідінґса, яку перекладено сімома мовами. В ній він розвинув ідеї психологічного еволюціонізму, психологічний підхід до дослідження феномена асоціації та соціальної організації, дав обґрунтування своєї концепції «свідомості роду».
- «Теорія соціалізації» (англ. The Theory of Socialization, 1897) — брошюра, складена як навчальний план для вивчення в коледжі й університетських класах основ соціології, написана в тезовій формі, розбита на 76 фрагментів і вміщує посилання на базову роботу Ґідінґса «Принципи соціології».
- «Елементи соціології: підручник для коледжів та шкіл» (англ. The Elements of Sociology; a Text-book for Colleges and Schools, 1898) — один із найкращих ранніх американських підручників із соціології.
- «Демократія та імперія: дослідження їх психологічних, економічних і моральних засад» (англ. Democracy and Empire: with Studies of their Psychological, Economic, and Moral Foundations, 1900) — соціально-філософське дослідження неминущої цінності, яке складається з огляду різних суспільних проблем.
- «Індуктивна соціологія» (англ. Inductive sociology, 1901) — розроблена вченим як основа для статистичних досліджень.
- «Описова та історична соціологія» (англ. Descriptive and Historical Sociology, 1906) — огляд літератури й історичні ілюстрації до понять і концепцій, викладених в «Індуктивній соціології».
- «Підзвітна держава» (англ. The Responsible State, 1918) — аналіз проблем політичної моралі, відповідальності політиків за військові дії, спрямовані проти інших держав і народів, нищівна критика німецького мілітаризму.
- «Дослідження теорії людського суспільства» (англ. Studies in the Theory of Human Society, 1922) — друга з найбільш важливих праць ученого, в якій він ґрунтовно переглядає й суттєво посилює свої попередні концептуальні та соціально-філософські напрацювання. Ф. Ґідінґс стверджує, що навколишнє середовище впливає на характер населення і його здатність долати життєві труднощі, творити технології, шукати методи рішення різного роду обмежень і проблем.
- «Наукове дослідження людського суспільства» (англ. The Scientific Study of Human Society, 1924) — стала, по суті, адаптацією до якості підручника попередньої праці Ф. Ґідінґса «Індуктивна соціологія»: у ній автор розглядає соціологію як науково-теоретичну основу статистики. Її можна вважати ще одним удалим підручником із соціології.
- «Дієва медицина: забобони й їх протиотрута» (англ. The mighty medicine: superstition and its antidote, 1929) — у ній науковець робить заклик щодо важливості ролі осучасненої освіти у соціогенезі, фактично передбачає інформаційну сутність сучасних освіти та суспільства. Ф. Ґідінґс також намагається задіяти в науковому обігу езотеричні знання (називаючи їх окультними), що робить йому честь, ураховуючи складність порушеної проблеми.
- «Цивілізація й суспільство» (англ. Civilization and society, 1932) — остання праця американського соціолога у вигляді збірки фундаментальних наукових лекцій ученого; її укладав Говард Одум (Howard W. Odum) уже після смерті вченого. У ній Ф. Ґідінґс аналізував конфлікти між урядом, який підтримує порядок у суспільстві, народними звичаями в періоди соціальних змін.